# Polygrammodes ephremalis
Polygrammodes ephremalis là một loài bướm đêm trong họ Crambidae.